# Прямоволосник карликовий
Прямоволосник карликовий (Orthotrichum pumilum) — вид мохів порядку прямоволосникальних (Orthotrichales).

## Поширення
Батьківщиною є Європа, Північна Америка, Азія.
Населяє стовбури, нижні гілки, основи листяних дерев, хвойних дерев, ущелини скель, відкритий листяний ліс, дерева вздовж доріг; від низьких до помірних висот (10–1000 м).

## Галерея

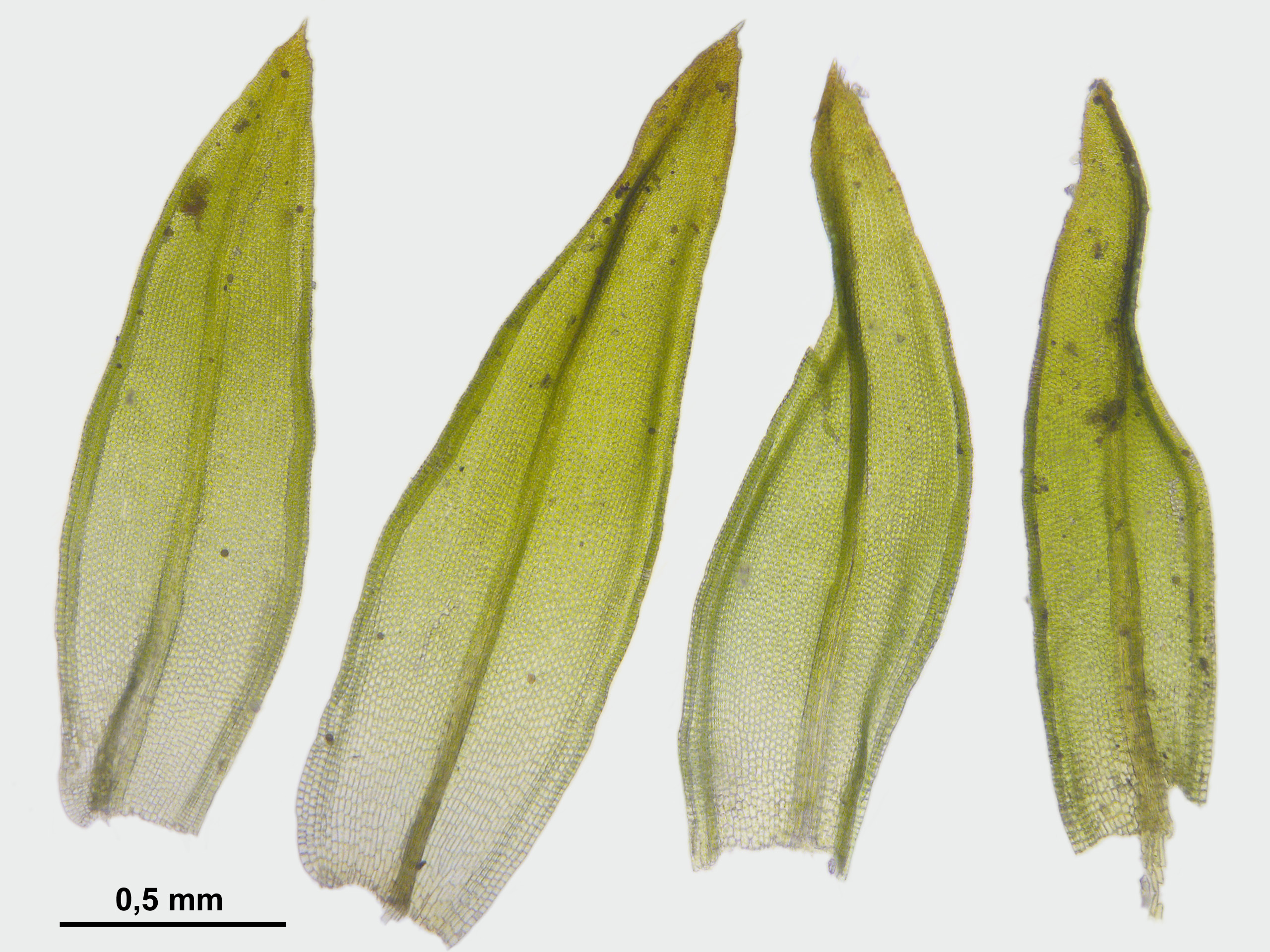
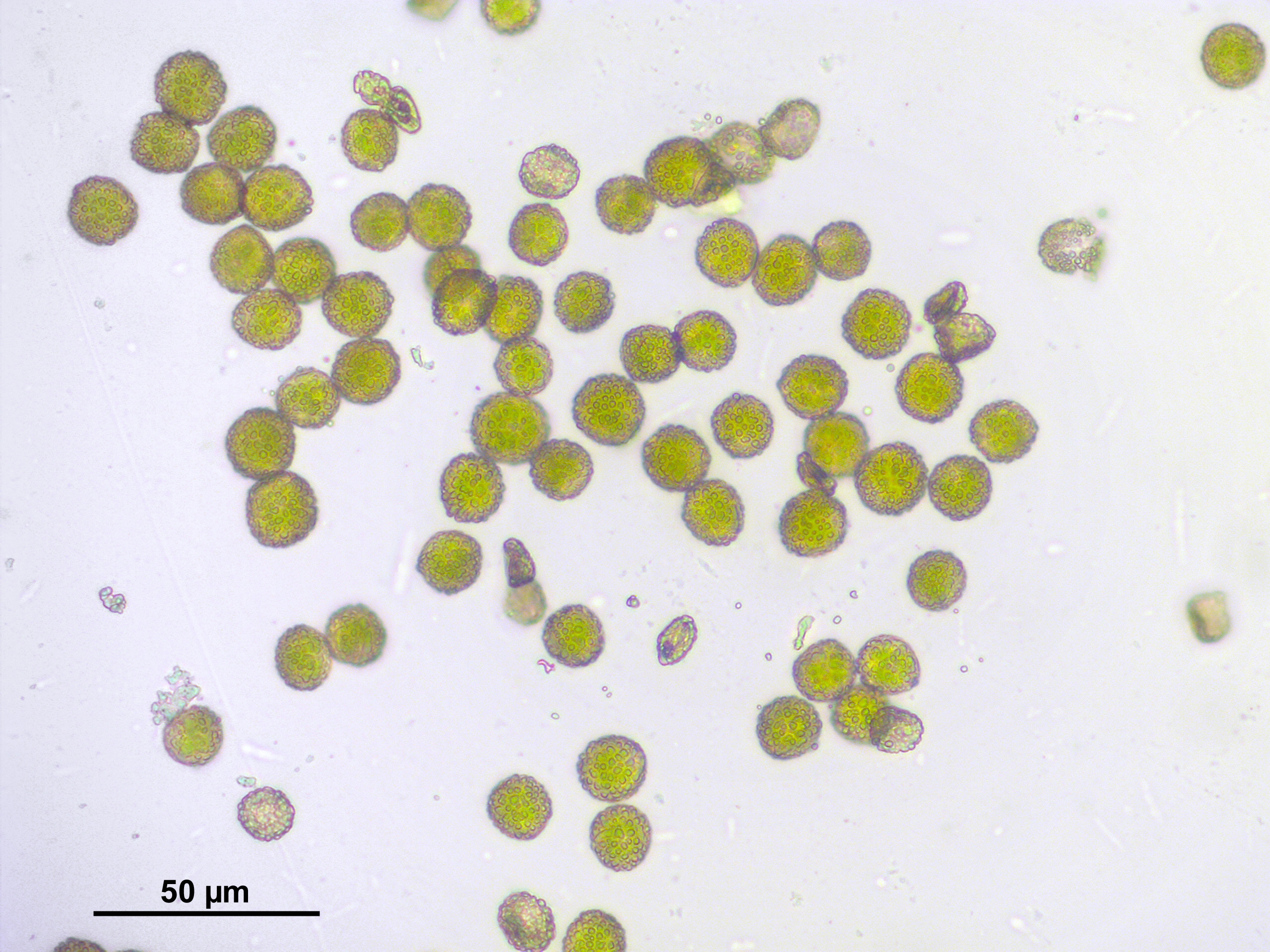

## Характеристика
Рослини до 0.5 см. Стеблові листки в сухому стані жорсткі, нещільно прямовисно-притиснуті, від яйцювато-ланцетних до ланцетних, 1.8–2.8 мм; краї загнуті майже до вершини, цілі; верхівка від гострої до тонко гострої, рідше тупа. Спеціалізоване безстатеве розмноження, випадкове, гемами на листках. Статевий стан автоіктичний. Коробочкові ніжки до 0.5 мм. Коробочка від довгастої до видовжено-циліндричної, 1.2–1.5 мм, сильно 8-ребриста, іноді звужена нижче гирла при висиханні. Спори 14–21 мкм.